# Волк, Хелен
Хелен Волк (англ. Helen Volk, 29 марта 1954) — зимбабвийская хоккеистка (хоккей на траве), полевой игрок. Олимпийская чемпионка 1980 года.

## Биография
Хелен Волк родилась 29 марта 1954 года.
Играла в хоккей на траве за «Булавайо Атлетик» из Булавайо. В 1973—1974 годах выступала за молодёжную сборную страны, в 1975—1977 годах — за вторую сборную, в 1979—1980 годах — за главную сборную.
В 1980 году вошла в состав женской сборной Зимбабве по хоккею на траве на летних Олимпийских играх в Москве и завоевала золотую медаль. Играла в поле, провела 2 матча, мячей не забивала.
Также выступала за вторую сборную страны по софтболу.
В 1984 году вместе с семьёй переехала в Йоханнесбург.
В 1990 году золотая олимпийская медаль Волк была украдена. Найти её, несмотря на неоднократные обращения, не удалось.

## Семья
Замужем, есть двое сыновей.